# Великі Озера (село)
Великі Озе́ра — село в Україні, у Дубровицькій міській громаді Сарненського району Рівненської області. До 2020 підпорядковувалося Великоозерянській сільській раді. Населення становить 808 осіб (2011).

## Назва
У минулому згадувалося як Озери, Озерани, Озеря́ни. Польською мовою згадується як Jeziory, російською — як Озеры.

## Географія
Площа села — 1,93 км². Поблизу села — річка Льва. Згідно з дослідженням 2017 року, за яким оцінювалися масштаби антропогенної трансформації території Дубровицького району внаслідок несанкціонованого видобутку бурштину, екологічна ситуація села характеризувалася як «кризова».

### Клімат
Клімат у селі вологий континентальний («Dfb» за класифікацією кліматів Кеппена). Опадів 622 мм на рік. Найменша кількість опадів спостерігається в березні й сягає у середньому 29 мм. Найбільша кількість опадів випадає в червні — близько 91 мм. Різниця в опадах між сухими та вологими місяцями становить 62 мм. Пересічна температура січня — -5,7 °C, липня — 18,6 °C. Річна амплітуда температур становить 24,3 °C.
| Клімат Великих Озер               | Клімат Великих Озер | Клімат Великих Озер | Клімат Великих Озер | Клімат Великих Озер | Клімат Великих Озер | Клімат Великих Озер | Клімат Великих Озер | Клімат Великих Озер | Клімат Великих Озер | Клімат Великих Озер | Клімат Великих Озер | Клімат Великих Озер | Клімат Великих Озер |
| Показник                          | Січ.                | Лют.                | Бер.                | Квіт.               | Трав.               | Черв.               | Лип.                | Серп.               | Вер.                | Жовт.               | Лист.               | Груд.               | Рік                 |
| Середній максимум, °C             | −2,7                | −1,3                | 3,4                 | 12,4                | 19,3                | 23,0                | 23,9                | 23,2                | 18,3                | 11,7                | 4,7                 | −0,1                | 11,3                |
| Середня температура, °C           | −5,7                | −4,5                | −0,3                | 7,5                 | 13,7                | 17,6                | 18,6                | 17,7                | 13,3                | 7,7                 | 2,2                 | −2,7                | 7,1                 |
| Середній мінімум, °C              | −8,6                | −7,7                | −4                  | 2,7                 | 8,2                 | 12,2                | 13,3                | 12,3                | 8,4                 | 3,8                 | −0,2                | −5,2                | 2,9                 |
| Норма опадів, мм                  | 37                  | 30                  | 29                  | 44                  | 57                  | 91                  | 84                  | 65                  | 57                  | 44                  | 42                  | 42                  | 622                 |
| --------------------------------- | ------------------- | ------------------- | ------------------- | ------------------- | ------------------- | ------------------- | ------------------- | ------------------- | ------------------- | ------------------- | ------------------- | ------------------- | ------------------- |
| Джерело: Climate-Data.org (англ.) |                     |                     |                     |                     |                     |                     |                     |                     |                     |                     |                     |                     |                     |

### Пам'ятки природи
- Дуби віковічні — ботанічна державна па'ятка природи місцевого значення площею 3 га, розташована в селі.[11]

## Історія
До 1917 року село входило до складу Російської імперії. У 1906 році село входило до складу Висоцької волості Рівненського повіту Волинської губернії Російської імперії. У 1918—1920 роки нетривалий час перебувало в складі Української Народної Республіки.
У 1921—1939 роки входило до складу Польщі. У 1921 році село входило до складу гміни Висоцьк Сарненського повіту Поліського воєводства Польської Республіки. 1 січня 1923 року розпорядженням Ради Міністрів Польщі Висоцька гміна вилучена із Сарненського повіту і включена до Столінського повіту. У 1935 році село Озери разом з фільварком Озери, лісничівками Штамбон і Забільська та 43 хуторами належало до однойменної громади гміни Висоцьк Поліського воєводства.
З 1939 року — у складі Рівненської області УРСР. У роки Другої світової війни деякі мешканці села долучилися до національно-визвольної боротьби в лавах УПА та ОУН. Загалом встановлено 63 жителів села, які брали участь у визвольних змаганнях, з них 18 загинуло, 41 було репресовано.
У 1947 році село Озера разом з хуторами Букатиця, Віча, Ворониська, Горнатиця, Дудне, Заморський, Зарудове, Заселенця, Захолки, Кобилище, Косове, Косяк, Крушина, Купля, Курінь, Лодязвище, Лучище, Нивки, Осетких, Острівки, Підсік, Різки, Свариж, Холщі та Чесеші підпорядковувалося Озерянській сільській раді Висоцького району Ровенської області УРСР.
Сучасна назва села — з 1968 року.
Відповідно до прийнятої в грудні 1989 року постанови Ради Міністрів УРСР село занесене до переліку населених пунктів, які зазнали радіоактивного забруднення внаслідок аварії на Чорнобильській АЕС, жителям виплачувалася грошова допомога. Згідно з постановою Кабінету Міністрів Української РСР, ухваленою в липні 1991 року, село належало до зони гарантованого добровільного відселення. На кінець 1993 року забруднення ґрунтів становило 1,47 Кі/км² (137Cs + 134Cs), молока — 12,78 мКі/л (137Cs + 134Cs), картоплі — 3,66 мКі/кг (137Cs + 134Cs), сумарна доза опромінення — 386 мбер, з якої: зовнішнього — 19 мбер, загальна від радіонуклідів — 367 мбер (з них Cs — 365 мбер, Sr — 1 мбер).
Відповідно до Розпорядження Кабінету Міністрів України від 12 червня 2020 року № 722-р «Про визначення адміністративних центрів та затвердження територій територіальних громад Рівненської області» увійшло до складу Дубровицької міської громади.

## Населення
Станом на 1859 рік, у селі Озера налічувалося 42 дворів та 464 жителів (242 чоловіків і 222 жінок), з них 461 православний і 3 євреїв. Станом на 1906 рік у селі було 100 дворів та мешкало 838 осіб.
За переписом населення Польщі 10 вересня 1921 року в селі налічувалося 268 будинків та 1340 мешканців, з них: 657 чоловіків та 683 жінки; 1215 православних, 82 юдеї, 41 римо-католик та 2 євангельські християнини; 1217 українців, 62 поляки, 59 євреїв та 2 особи іншої національності.
Згідно з переписом УРСР 1989 року чисельність наявного населення села становила 1533 особи, з яких 788 чоловіків та 745 жінок. На кінець 1993 року в селі мешкало 970 жителів, з них 261 — дітей.
За переписом населення України 2001 року в селі мешкала 871 особа. Станом на 1 січня 2011 року населення села становить 808 осіб. Густота населення — 451,3 особи/км².

### Мова
Розподіл населення за рідною мовою за даними перепису 2001 року:
| Мова       | Відсоток |
| ---------- | -------- |
| українська | 99,66 %  |
| російська  | 0,34 %   |

### Вікова і статева структура
Структура жителів села за віком і статтю (станом на 2011 рік):
| Вік   | Чоловіків | Жінок | Разом |
| ----- | --------- | ----- | ----- |
| 0-17  | 128       | 98    | 226   |
| 18-39 | 157       | 105   | 262   |
| 40-59 | 95        | 80    | 175   |
| 60+   | 58        | 87    | 145   |
| Разом | 438       | 370   | 808   |

### Соціально-економічні показники
| Працездатне населення | Працездатне населення | Працездатне населення | Працездатне населення | Працездатне населення | Працездатне населення | Непрацездатне населення | Непрацездатне населення | Непрацездатне населення | Непрацездатне населення | Непрацездатне населення | Непрацездатне населення | Все населення |
| Чоловіки              | Чоловіки              | Жінки                 | Жінки                 | Разом                 | Разом                 | Чоловіки                | Чоловіки                | Жінки                   | Жінки                   | Разом                   | Разом                   | 808           |
| ос.                   | %                     | ос.                   | %                     | ос.                   | %                     | ос.                     | %                       | ос.                     | %                       | ос.                     | %                       | 808           |
| --------------------- | --------------------- | --------------------- | --------------------- | --------------------- | --------------------- | ----------------------- | ----------------------- | ----------------------- | ----------------------- | ----------------------- | ----------------------- | ------------- |
| 249                   | 30                    | 173                   | 21                    | 422                   | 52                    | 57                      | 7                       | 108                     | 13                      | 165                     | 20                      | 808           |

| Зайняті  | Зайняті  | Зайняті | Зайняті | Зайняті | Зайняті | Безробітні | Безробітні | Безробітні | Безробітні | Безробітні | Безробітні | Все населення |
| Чоловіки | Чоловіки | Жінки   | Жінки   | Разом   | Разом   | Чоловіки   | Чоловіки   | Жінки      | Жінки      | Разом      | Разом      | 808           |
| ос.      | %        | ос.     | %       | ос.     | %       | ос.        | %          | ос.        | %          | ос.        | %          | 808           |
| -------- | -------- | ------- | ------- | ------- | ------- | ---------- | ---------- | ---------- | ---------- | ---------- | ---------- | ------------- |
| 7        | 5        | 9       | 6       | 16      | 11      | 31         | 22         | 23         | 16         | 54         | 38         | 808           |

| Дорослі | Діти | Пенсіонери | Інваліди Німецько-радянської війни | Учасники бойових дій | Інваліди всіх груп і категорій | Люди, які обслуговуються служб. соц. допом. на дому | Неповні сім'ї | Діти з неповних сімей | Багатодітні сім'ї | Діти з багатодітних сімей | Діти-інваліди | Діти-сироти | Одинокі багатодітні матері |
| ------- | ---- | ---------- | ---------------------------------- | -------------------- | ------------------------------ | --------------------------------------------------- | ------------- | --------------------- | ----------------- | ------------------------- | ------------- | ----------- | -------------------------- |
| 590     | 234  | 273        | 2                                  | 5                    | 44                             | 25                                                  | 10            | 17                    | 32                | 108                       | 7             | 13          | 1                          |

## Політика

### Органи влади
До 2020 року місцеві органи влади були представлені Великоозерянською сільською радою.

### Вибори
Село входить до виборчого округу № 155. У селі розташована виборча дільниця № 560258. Станом на 2011 рік кількість виборців становила 585 осіб.

## Культура
У селі працює Великоозерянський сільський клуб на 168 місць. Діє В.Озерянська публічно-шкільна бібліотека, книжковий фонд якої становлять 23 607 книг та яка має 12 місць для читання, 1 особу персоналу, кількість читачів — 500 осіб.

## Релігія
У другій половині XIX століття в селі діяла православна церква Покрови Святої Богородиці, до парафії якої належало село Шахи.

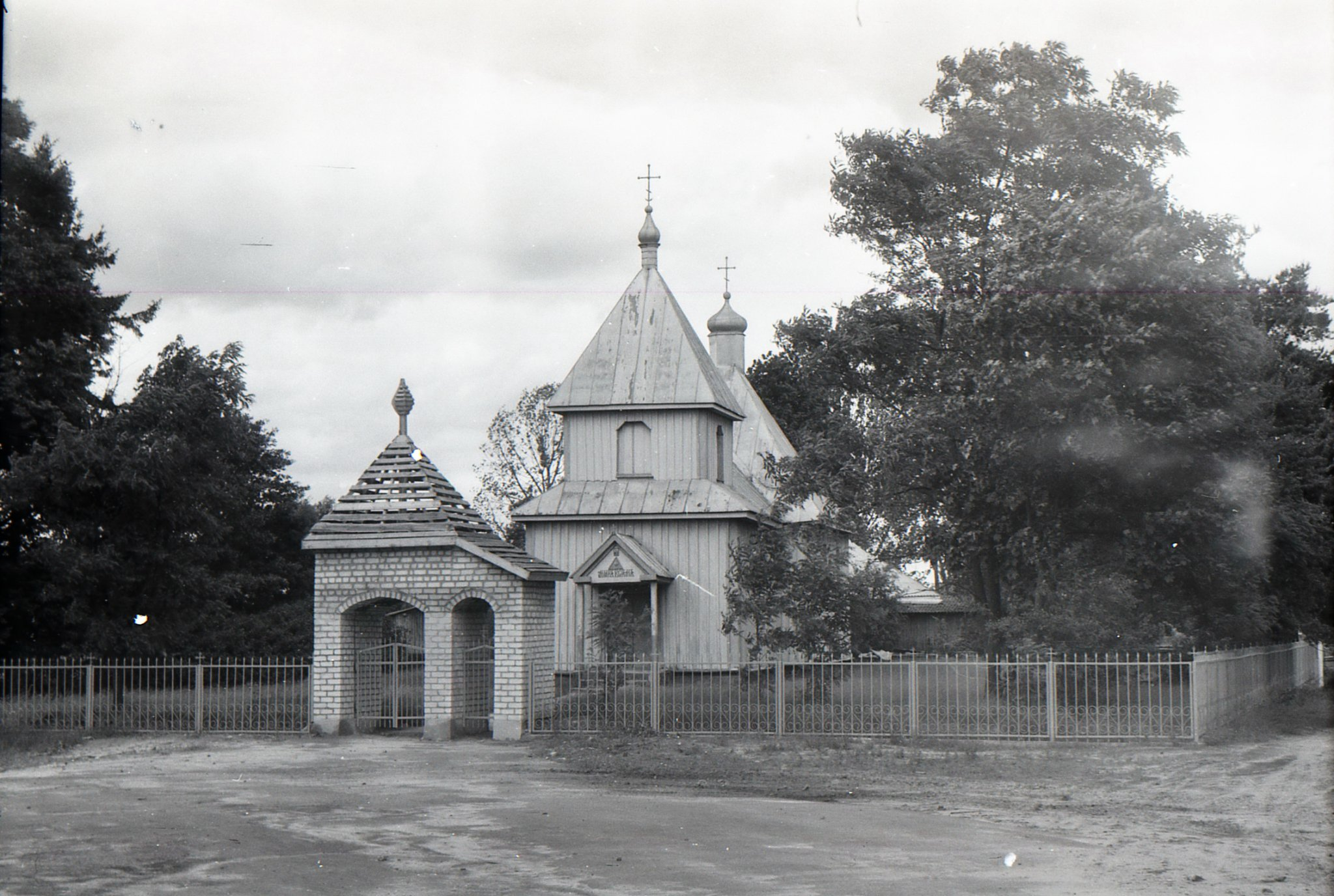
Свято-Покровська Церква у Великих Озерах (1992 рік)
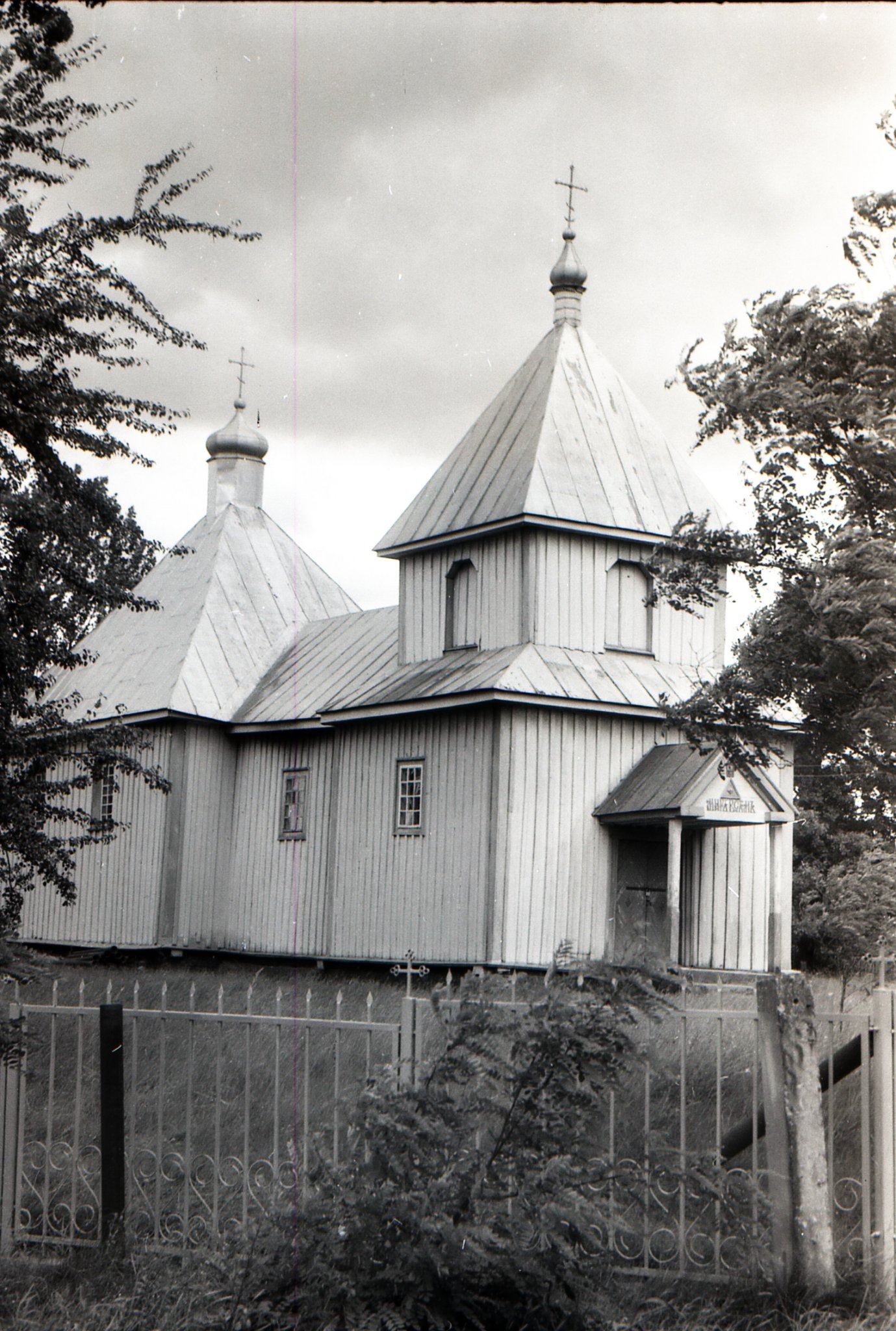
Свято-Покровська Церква у Великих Озерах (1992 рік)

Список конфесійних громад станом на 2011 рік:
| Релігійна громада Свято-Покровської парафії Сарненської єпархії УПЦ | УПЦ (МП) | 25 вересня 1991 | 800 | Церква             | [ 37 ] |
| Релігійна громада ЄХБ                                               | ЄХБ      | 19 травня 1994  | 20  | Молитовний будинок | [ 37 ] |
| — православні, — протестантські.                                    |          |                 |     |                    |        |

## Освіта
У селі діє Великоозерянська загальноосвітня школа І-ІІІ ступенів. У 2011 році в ній навчалося 159 учнів (із 300 розрахованих) та викладало 20 учителів.

## Інфраструктура
У селі діє сільська лікарська амбулаторія. Наявне відділення поштового зв'язку.

## Відомі люди
18 вересня 1939 року у Великих Озерах вчинив самогубство Станіслав Ігнатій Віткевич — відомий польський художник, фотограф, письменник, драматург і філософ. До 1988 року його могила була на місцевому цвинтарі.

#### Книги
- Коротун І. М., Коротун Л. К. Географія Рівненської області в 3-х частинах. — Рівне, 1996. — С. 270.

#### Офіційні дані та нормативно-правові акти
- Паспорт Дубровицького району (станом на 1 січня 2011 року) (doc). Дубровицька районна рада. Архів оригіналу за 10 лютий 2015. Процитовано 16 жовтня 2019.

#### Мапи
- Історичний Атлас України / Гол. ред. Л. Винар; Упорядн.: І. Тесля, Е. Тютько. Українське історичне товариство. — Монреаль; Нью-Йорк; Мюнхен, 1980. — 182 с.